# Nick Cvjetkovich
Nicholas « Nick » Cvjetkovich (né le 29 août 1973 à Toronto) est un lutteur professionnel (catcheur) canadien d'origine anglaise et serbe, mieux connu sous The Original Sinn ou plus simplement Sinn. Il a travaillé pour la Total Nonstop Action Wrestling et la World Wrestling Entertainment.

## Jeunesse
Nicholas Cvjetkovich est un ami d'enfance d'Adam Copeland et de Jason Reso. Il est ceinture noire de karaté.

## Carrière

### Débuts
Nicholas Cvjetkovich s'entraîne auprès de Ron Hutchinson et d'El Fuego. Il fait ses débuts sous le nom de Sinn en 2000 dans une petite fédération de l'Ontario face à El Fuego.

### World Wrestling Entertainment (2007–2009)
Il fait une brève apparition à WWE SmackDown où il bat MVP. Il participe à une bataille royale pour une place à l'Elimination Chamber de No Way Out mais perd le match. Il se fait remercier par la WWE le 9 mars 2009.

## Autres médias
Nick Cvjetkovich a joué dans le film Zombie Beach Party de Stacey Case sorti en 2004